# 1047

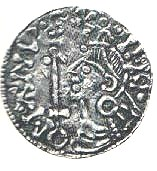
Koning Magnus I de Goede

Het jaar 1047 is het 47e jaar in de 11e eeuw volgens de christelijke jaartelling.

## Gebeurtenissen
- Na de dood van Magnus I wordt zijn rijk verdeeld: Harald III, die al Magnus' medekoning was, wordt koning van Noorwegen, Sven Estridsen koning Denemarken. Harald claimt echter ook de kroon van Denemarken, en de volgende jaren zijn de beide rijken in staat van oorlog.
- Na de dood van paus Clemens II claimt paus Benedictus IX het pausschap. Keizer Hendrik III laat Poppo van Brixen als Damasus II tot paus kiezen, maar deze is vooreerst niet in staat Rome te bereiken.
- Slag bij Val-ès-Dunes: Willem de Veroveraar van Normandië verslaat een groep opstandige edelen, en herstelt daarmee de rust in zijn hertogdom.
- Bruno II van Brunswijk grijpt de macht in Fivelingo en Hunsingo, die formeel onder het gezag van de bisschop van Bremen vallen.
- Keizer Hendrik III onderneemt een strafexpeditie tegen Dirk IV van Holland.
- 16 november - Graaf Lambert II Balderik van Leuven sticht samen met zijn echtgenote Oda van Verdun het Sint-Goedelekapittel in de Sint-Michielskerk te Brussel.
- Eerste vermelding van Zevenaar.

## Opvolging
- patriarch van Alexandrië - Christodolus in opvolging van Sjenoeda II
- bisdom Augsburg - Everhard I opgevolgd door Hendrik II
- Beieren - Hendrik II van Luxemburg opgevolgd door keizer Hendrik III
- Denemarken - Magnus I opgevolgd door Sven Estridsen
- Hongarije - Andreas I in opvolging van Peter Orseolo
- Karinthië en Verona - keizer Hendrik III opgevolgd door Welf III
- Opper-Lotharingen - Godfried II opgevolgd door Adalbert
- Noorwegen - Magnus I opgevolgd door Harald III
- Luxemburg - Hendrik II opgevolgd door Giselbert
- prinsbisdom Metz - Diederik I opgevolgd door zijn neef Adalbero III
- paus - Clemens II opgevolgd door Benedictus IX
- Soissons - Adelise opgevolgd door haar zoon Reinoud I
- aartsbisdom Trier - Poppo van Babenberg opgevolgd door Everhard
- Valencijn - Reinier van Hasnon opgevolgd door Herman van Bergen (jaartal bij benadering)
- Zwaben - Otto II opgevolgd door Otto III

## Overleden
- 16 juni - Poppo van Babenberg (~58), aartsbisschop van Trier (1016-1047)
- 7 september - Otto II, hertog van Zwaben (1045-1047)
- 9 oktober - Clemens II (~42), paus (1046-1047)
- 14 oktober - Hendrik II van Luxemburg (~57), graaf van Luxemburg (1026-1047) en hertog van Beieren (1042-1047)
- 25 oktober - Magnus I (~23), koning van Noorwegen (1035-1047) en Denemarken (1042-1047)
- Adelise (~93), gravin van Soissons (988-1047)